# دلم یه جایی رفته
دلم یه جایی رفته 
(به تلوگویی: Yeto Vellipoyindhi Manasu) و (به انگلیسی: My heart's gone somewhere) فیلمی محصول سال ۲۰۱۲ و به کارگردانی گاتام واسودو منون است. در این فیلم بازیگرانی همچون نانی، سامانتا روت پرابو، شریا شامرا و جیوا ایفای نقش کرده‌اند.